# Powerhouse Animation Studios
Powerhouse Animation Studios, Inc. è uno studio di animazione americano con sede ad Austin, in Texas. È stata fondata nell'aprile 2001 con una sussidiaria chiamata Powerhaus Animation LLC, fondata nell'estate del 2014. Powerhouse sviluppa e produce animazione 2D tradizionale, fumetti in movimento, grafica animata, risorse artistiche, pittura digitale e illustrazione per serie televisive, film, video cinema di gioco, spot pubblicitari, campagne pubblicitarie, proprietà educative e società di intrattenimento.

## Filmografia parziale
- Castlevania (2017-2021)
- Seis Manos (2019)
- Blood of Zeus (2020-)
- Masters of the Universe: Revelation (2021-)
- Skull Island (2023)
- Castlevania: Nocturne (2023-)
- Tomb Raider - La leggenda di Lara Croft (Tomb Raider: The Legend of Lara Croft) (2024-)